# Kasganj (Distrikt)
Der Distrikt Kasganj (Hindi कासगंज ज़िला, Urdu ضلع کانسی رام نگر), von 2008 bis 2012 Distrikt Kanshiram Nagar, ist ein Distrikt im nordindischen Bundesstaat Uttar Pradesh. Verwaltungssitz ist die Stadt Kasganj.

## Geschichte
Der Distrikt Kasganj wurde als 71. Distrikt von Uttar Pradesh am 17. April 2008 aus Teilen des Distrikts Etah geschaffen. Die damalige Chief Ministerin von Uttar Pradesh Mayawati (Bahujan Samaj Party) benannte den Distrikt Kanshi Ram Nagar, nach dem Dalit-Politiker Kanshi Ram. Am 23. Juli 2012 machte die neu gewählte Regierung unter dem Chief Minister Akhilesh Yadav (Samajwadi Party) zahlreiche Namensgebungen Mayawatis wieder rückgängig. Der Distrikt Kanshi Ram Nagar erhielt den Namen Distrikt Kasganj, nach dem Verwaltungssitz.
2021 gab es Vorschläge, den Distrikt nach dem 2021 verstorbenen BJP-Politiker und ehemaligen Chief Minister von Uttar Pradesh Kalyan Singh in Distrikt Kalyan Singh Nagar umzubenennen.

## Bevölkerung
Die Einwohnerzahl lag bei der Volkszählung 2011 bei 1.436.719. Die Bevölkerungswachstumsrate im Zeitraum von 2001 bis 2011 betrug 16,93 %. Kasganj hatte ein Geschlechterverhältnis von 880 Frauen pro 1000 Männer und eine Alphabetisierungsrate von 61,02 %, eine Steigerung um knapp 12 Prozentpunkte gegenüber dem Jahr 2001. Knapp 84 % der Bevölkerung waren Hindus und ca. 15 % Muslime.
Die Urbanisierungsrate des Distrikts betrug ca. 20,1 %. Die größte Stadt war Kasganj mit einer Einwohnerzahl von 101.277.